# Augustamnique

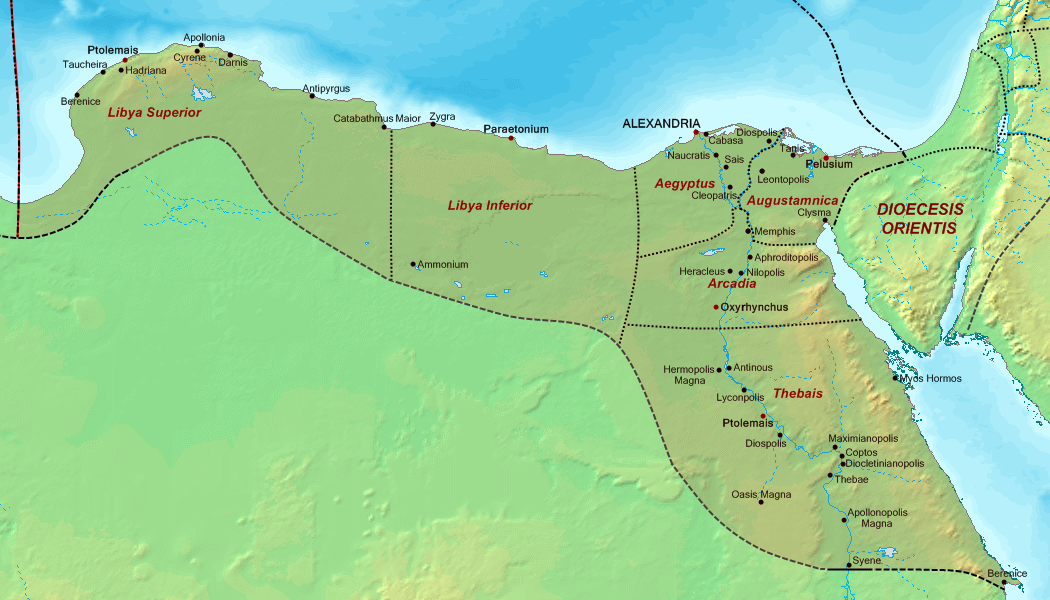
Carte du Diocèse d'Égypte (Antiquité tardive), dont l'Augustamnique forme la partie Est.

L'Augustamnique (en latin Augustamnica) était une province romaine issue du démembrement lors du Bas-Empire de la province d'Égypte (Ægyptus).

## Histoire
Elle formait la partie orientale de la Basse-Égypte, entre le petit delta à l'ouest et l'Arabie proprement dite à l'est. Créée sous le nom d'Arabie nouvelle, elle est renommée au IVe siècle en l'honneur des empereurs romains.
Elle a eu brièvement le nom d'Aegyptus Herculia.

#### Antiquité romaine
- Province romaine, gouverneur romain
- Liste de voies romaines
- Antiquité tardive, Notitia dignitatum
- Liste des diocèses de l'Empire romain tardif, Liste des provinces du Bas-Empire